# Insieme si canta meglio
Insieme si canta meglio è un CD inciso da Nilla Pizzi nel 2003 contenente tutti duetti della Pizzi con altri artisti.

## Tracce
1. Fai da te (con Platinette)
2. Ali di carta (con Don Backy)
3. L'altra metà dell'uomo (con Maria Giovanna Elmi e Maria Teresa Ruta)
4. Le parole che non ti ho detto (con Fiordaliso)
5. Non so (con Orso Maria Guerrini)
6. Mi manchi tu (con Valeria Marini)
7. Che sogno siamo noi (con Umberto Napolitano)
8. L'amore dei miei sogni (con Marina Occhiena)
9. Il mondo che vorrei (con Mino Reitano)
10. Due gocce d'acqua (con Patrizia Rossetti)
11. Ambarabà (Aserejé) (con Maria Teresa Ruta e le Margheritas)
12. Conta su di me (con Bobby Solo)
13. Sulo na musica
14. Fai da te (Fisa Vocal Mix) (con Platinette)